# Seitenstetten
Seitenstetten  är en ort och kommun  i Österrike. Den ligger i distriktet Amstetten i förbundslandet Niederösterreich, 130 km väster om huvudstaden Wien. 